# Carl Deurell
Carl Deurell (10 de agosto de 1868 - 9 de diciembre de 1962) fue un actor teatral y cinematográfico de nacionalidad sueca. 

## Biografía
Nacido en Estocolmo, Suecia, su nombre completo era Carl Fritiof Per Deurell. 
Deurell cursó estudios de derecho en la Universidad de Lund, y empezó a actuar en la escena con diferentes comedias formando parte de la Akademiska Föreningen de la universidad. Tuvo papeles importantes en dos farsas de John Wigforss y Axel Wallengren. 
Posteriormente estudió en la escuela de interpretación del Teatro Dramaten en 1894 y 1895. En 1895 y 1896 trabajó para la compañía teatral de August Lindberg, y en 1898 y 1899 en el Teatro Sueco de Helsinki. Deurell tuvo una compañía teatral propia en 1899–1903 y en 1907–1923, siendo contratado por Albert Ranft en 1903–1907, y actuando para el teatro al aire libre de Skansens desde 1925 a 1930. También trabajó en el Teatro Folkan de Estocolomo en 1930, y en el Dramaten en 1936. 
Deurell debutó en el cine en 1923 en el film de Carl Barcklind Andersson, Pettersson och Lundström, trabajando a lo largo de su carrera en más de 75 producciones, actuando incluso con noventa años de edad.
Carl Deurell falleció en Bromma, Estocolmo, en 1962. Fue enterrado en el Cementerio de la Iglesia de Bromma. Había estado casado con las actrices Sigrid Deurell-Lundgren y Signe Deurell.

## Teatro
- 1904 : Tummeliten, de Clairville y Dumanoir, Östermalmsteatern[2]
- 1906 : Kalle Munter eller Hafver ni sett till någon misstänkt figur, de Emil Norlander, Södra Teatern[3]
- 1906 : English spoken, de Tristan Bernard, Södra Teatern[4]
- 1906 : Hin och smålänningen, de Frans Hedberg, Östermalmsteatern[5]
- 1923 : Gentes de Hemsö, de August Strindberg, Biografen Ugglan[6]
- 1930 : Krasch, de Erik Lindorm, escenografía de Sigurd Wallén, Folkan[7]
- 1931 : Peter Pan, de J. M. Barrie, escenografía de Palle Brunius, Oscarsteatern[8]
- 1934 : Pettersson – Sverge, de Oscar Rydqvist, Sigurd Wallén, Vanadislundens friluftsteater[9][10] y Södra Teatern[11]
- 1944 : El jardín de los cerezos, de Antón Chéjov, escenografía de Harry Roeck-Hansen, Blancheteatern[12]

## Teatro radiofónico
- 1940 : 33,333, de Algot Sandberg, dirección de Carl Barcklind[13]
- 1940 : Den undrande skogen, de Arne Wahlberg[14]
- 1944 : Auktion, de Josef Briné y Nils Ferlin, dirección de Lars Madsén[15]

## Filmografía (selección)
- 1923 : Andersson, Pettersson och Lundström
- 1925 : Karl XII
- 1925 : Skärgårdskavaljerer
- 1926 : Mordbrännerskan
- 1926 : Fänrik Ståls sägner-del I
- 1931 : En kärleksnatt vid Öresund
- 1931 : Trötte Teodor
- 1932 : Ett skepp kommer lastat
- 1932 : Bröderna Östermans huskors
- 1935 : Järnets män
- 1935 : Valborgsmässoafton
- 1935 : Äktenskapsleken
- 1936 : Flickorna på Uppåkra
- 1936 : Johan Ulfstjerna
- 1937 : Laila
- 1937 : John Ericsson - segraren vid Hampton Roads
- 1937 : Ryska snuvan
- 1937 : Konflikt
- 1938 : Styrman Karlssons flammor
- 1939 : Filmen om Emelie Högqvist
- 1939 : Landstormens lilla Lotta
- 1939 : Efterlyst
- 1939 : Hennes lilla Majestät
- 1939 : Midnattssolens son
- 1940 : Swing it, magistern!
- 1942 : Rid i natt!
- 1942 : Himlaspelet
- 1942 : Sol över Klara
- 1943 : Katrina
- 1943 : Lille Napoleon
- 1943 : En flicka för mej
- 1944 : Vändkorset
- 1944 : Kejsarn av Portugallien
- 1945 : Den allvarsamma leken
- 1945 : Den glade skräddaren
- 1945 : Tre söner gick till flyget
- 1946 : Åsa-Hanna
- 1946 : Begär
- 1947 : Rallare
- 1947 : Maria
- 1948 : Flickan från fjällbyn
- 1948 : Soldat Bom
- 1948 : Hamnstad
- 1950 : Två trappor över gården
- 1956 : Tarps Elin